# レンヴィル協定
レンヴィル協定（英語：Renville Agreement、オランダ語：Renville-overeenkomst、インドネシア語：Perjanjian Renville）は、東南アジアに植民地（オランダ領東インド）を再建せんと目論むオランダと、国としての独立を目指すインドネシア共和国との間で、国際連合安全保障理事会の仲介のもと結ばれた政治協定である。 1948年1月17日に署名・批准されたこの協定は、1946年のリンガジャティ協定に続いて生じた紛争を解決せんと採られたものであったが、後述の通り最終的には失敗に終わっている。
主にこの協定は、現状の戦線（「ステータス・クォー・ライン（Status Quo Line）」）またはオランダが人工的に引いたいわゆる「ファン・モーク・ライン（Van Mook Line）」に沿った停戦を認めるものであった。協定名の「レンヴィル（Renvile）」とは、この時ジャカルタ湾に停泊し協定署名が中でなされた米海軍の船舶の名称である。正式には「USS Renville (APA-227)」という。

## 背景

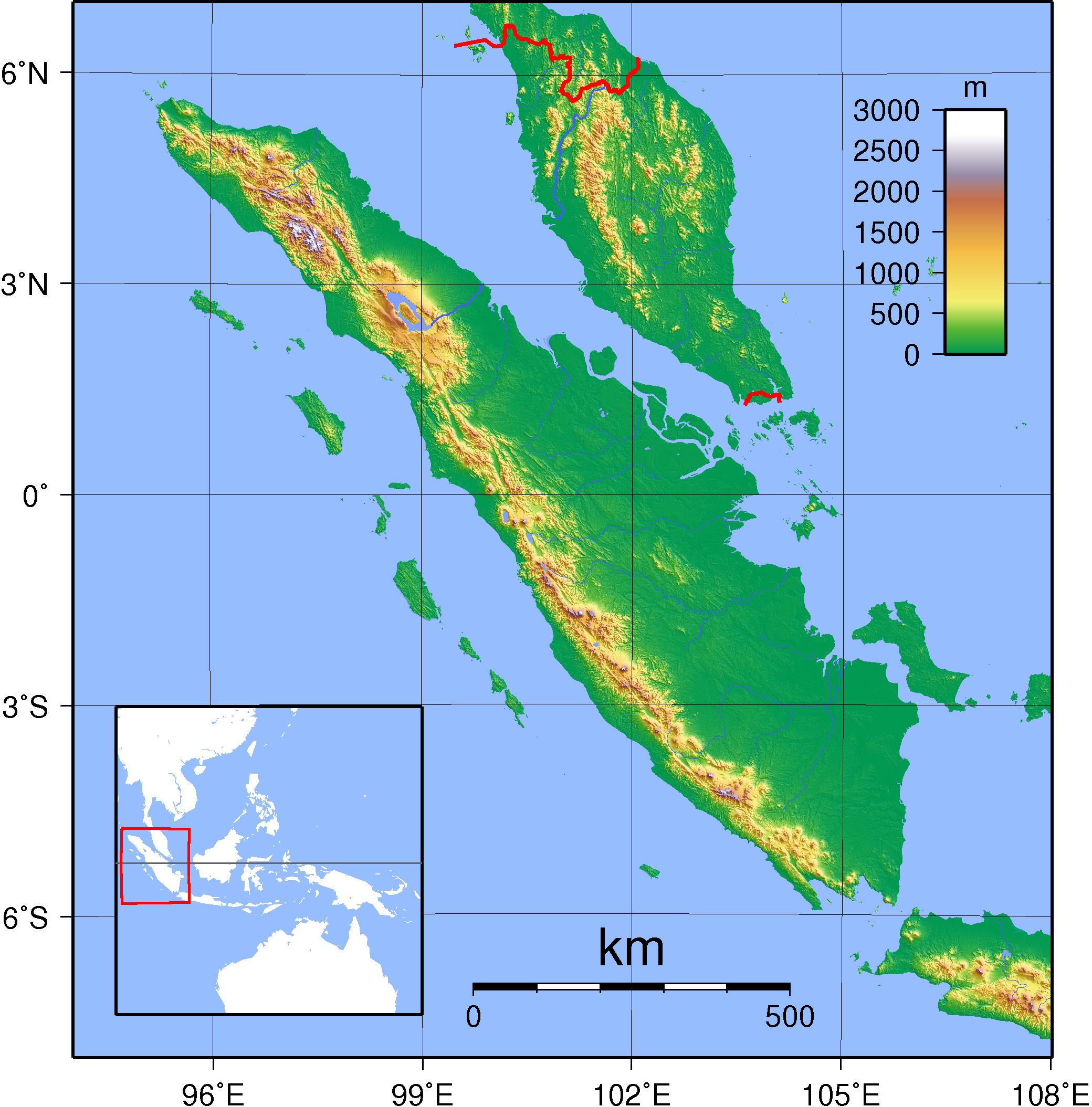
スマトラ島の地形図

1947年8月1日、オランダとインドネシアによる戦闘（インドネシア独立戦争）の激化を憂慮し、停戦を求める国連安全保障理事会の決議第27号が可決され、オランダのファン・モーク副知事（Hubertus van Mook）は8月5日に停戦命令を出した。8月25日になると安保理はさらに2つの決議を採択した。一つは両国からの国際連合安全保障理事会決議27を遵守したいという旨を受けて理事会で状況把握を図った上でリンガジャティ協定や現状の確認をした決議第30号、もう一つは決議27号のサブパラグラフ(b)に基づきインドネシア独立戦争の平和的解決支援のために両国に対し調停を行うことを決定した決議第31号である。
後に後者に基づき調停委員会（英語：Committee of Good Offices、インドネシア語：Komisi Tiga Negara）が設置された。安保理決議文に「the Committee of three」とある通り、この委員会は3人の代表者で構成され、オランダから1人、インドネシアから1人、3人目は双方が相互に合意した国から1人選出することとした。
オランダ側はベルギーから、インドネシア側はオーストラリアから代表を選び、両者はもう一人の代表を米国の者とすることで合意した。数日後にあたる1947年8月29日、オランダは停戦時点で保有していた地域の範囲を示す境界線として「ファン・モーク・ライン（Van Mook Line）」を主張したが、その中にはオランダが再侵入していないインドネシアの地域も含まれていた。
インドネシア領にはジャワ島の約3分の1とスマトラ島の大部分が残されたが、インドネシア軍は主要な食糧生産地域から切り離された。そのため結果として、このオランダによる封鎖は、インドネシア軍に武器、食料、衣料を届けるのを阻むこととなった。
また、軍事行動は完全になくなったわけではなく、停戦の再要請が同じく安保理決議の形で二度（第32号及び第36号）なされている。

## 交渉

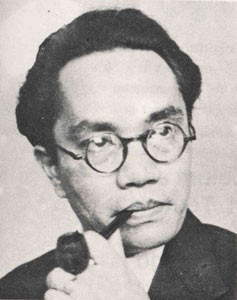
アミル・サラフディン首相

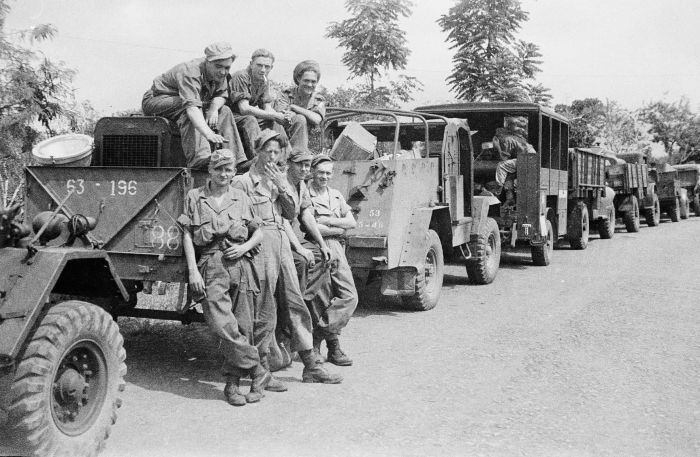
プロダクト作戦におけるオランダ軍、スマトラ島やジャワに押し寄せたオランダ軍は最大で12万人であったという

会談を行うにあたって、話し合いの場所をどこにするかについての議論が長引いた。オランダはインドネシアで開催することを望んだが、インドネシアからするとオランダ軍に攻撃される脅威にさらされながら会談をせねばならないこととなるのでこれを拒否した。第三国での開催なども検討されたが、当時アメリカの国務次官代理だったディーン・ラスクは、アメリカ海軍の非武装の輸送船の使用を提案した。こうして協定の名の由来ともなったUSS レンヴィルがインドネシアのジャカルタ湾に停泊した。こうして調停委員会（COG）の最初の正式な会合は1947年12月8日に始まったのである。
インドネシアの代表団は、インドネシアのアミル・サラフディン首相が（ヨハネス・ライメナらが同行）、オランダ側の代表団は、ラデン・アブドゥルカディル・ウィジョアトモジョ（Raden Abdulkadir Widjojoatmodjo）大佐が率いた。オランダ側の代表は、日本軍のオランダ領東インドへの侵攻時に植民地行政を離れながらも戦後になると戻り、オランダ領インド諸国民政（英語：Netherlands Indies Civil Administration、オランダ語：Nederlandsch-Indische Civiele Administratie、略称NICA）に勤務していたインドネシア人である。
交渉が行き詰まった12月26日、調停委員会は「クリスマス・メッセージ」を発表した。これこそがファン・モーク・ラインを軍事境界とする停戦を求める提案であった。ただし、オランダ軍は1947年7月21日から8月5日に行った軍事行動（プロダクト作戦）以前の位置に撤退し、インドネシアはスマトラ島などの地域に戻ってから統治を行うというものであった。インドネシア側がこの提案を全面的に受け入れた一方で、オランダ側は部分的な合意のみを行い、12の対抗案を提出した。その中では、将来成立するインドネシア連邦共和国（インドネシア語：Republik Indonesia Serikat、略称RIS）において自由選挙や、集会や言論の自由を双方が保障することが要求されていた。しかしオランダは同時に、自国の支配下に戻った地域に所在する軍隊の撤退、及びインドネシアによる統治を受け入れず、協定の国際的な監視に反対した。

## オランダからの圧力
会談中の12月19日、時のオランダの首相ルイス・ベールはメダンを訪問し、迅速な解決が必要であり、「この最後の訴えが理解されなければ、それはとても遺憾なことである」と述べた。  10日後、ファン・モークは東スマトラ国の成立を宣言し、これによってオランダが連邦の設立を進めていることを示した。その後、年を跨いで1948年1月4日、オランダはインドネシアの10地域からの代表者による会議を開催した。代表者は、インドネシア連邦の設立まで、暫定的な連邦政府をつくることに合意した。インドネシア共和国（インドネシア語：Republik Indonesia）は、これらの少数民族の協力者として参加するよう招待された。

## 合意・署名

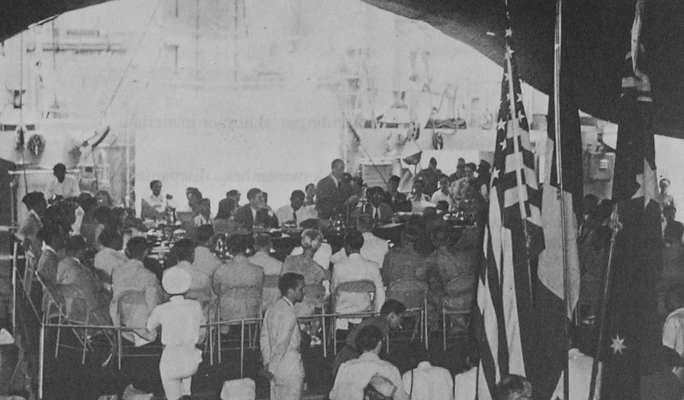
USS レンヴィルでオランダとインドネシア間で交渉が行われる様子

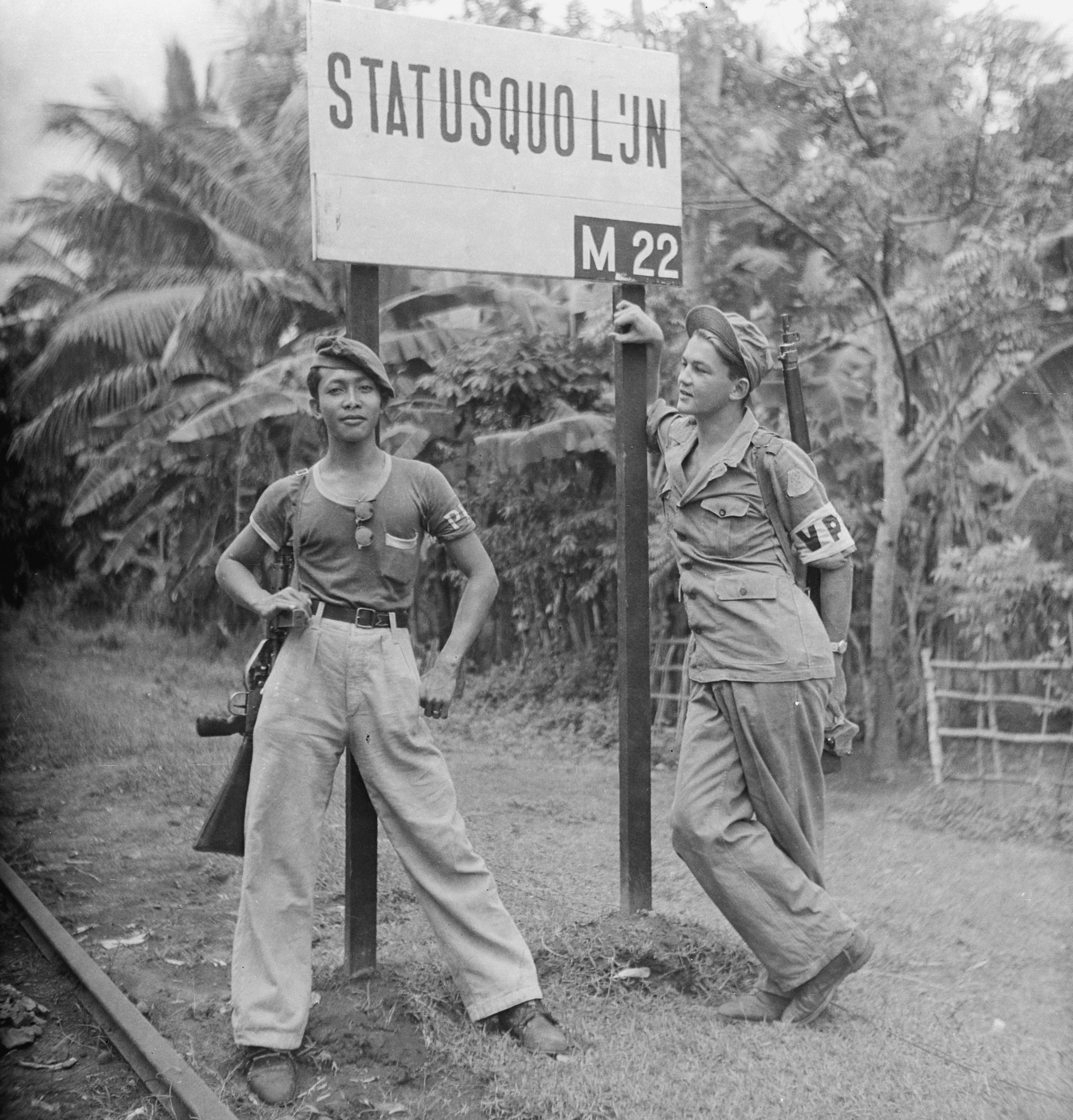
1948年2月12日の「ステータス・クォー・ライン」（ファン・モーク・ライン）

1948年1月9日、オランダ代表は、インドネシア側が自身の提案を3日以内に受け入れない場合、本国政府に更なる指示を仰ぐとの旨を告げた。調停委員会はオランダからの12の対抗案にさらに対抗する形で、6つの原則を提示した。それらの原則の中には以下の事が含まれていた。
- オランダの主権がインドネシア連邦共和国に移行するまで継続[注釈 13]し、それまでインドネシアは連邦共和国を構成する一部とすること。[14]
- 連邦成立までの暫定国家はめいめいその政府に公平に代表されること。[14]
- 6カ月以内に住民投票を行い、自分たちの地域をインドネシア共和国にするかインドネシア連邦共和国にするか国民に問い、憲法制定会議を開いて憲法を制定すること。[14]
- どの州にもインドネシア連邦共和国に入らない自由があること。[14]

オランダ側は、インドネシアが1月12日を期限としてそれまでにこれらの6原則と「クリスマス・メッセージ」に対抗して出した12の案を受け入れるならば、オランダ側も6原則を受け入れると述べた。起源は48時間延長され、その間オランダの提案を詳らかにするための話し合いを行った。その後、調停委員会のアメリカからのメンバーであるフランク・グラハム博士（Dr Frank Graham）が、インドネシア側を米国の影響力を頼ることでオランダに約束を守らせることができると説得したところ、インドネシア側も地方での住民投票で親共和派が勝利し、連邦政府を支配できるようになると考えていたため、最終的にインドネシア側はオランダ側の要求を受け入れることとなった。

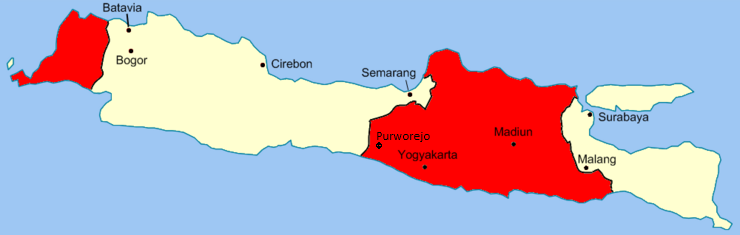
ジャワ島における「ファン・モーク・ライン」。赤色の領域はインドネシア領とした。

初め、時のインドネシア大統領だったスカルノや同副大統領だったモハマッド・ハッタはこの合意に反対していたが、軍需品が不足しているとの報告や合意が署名されないとまたオランダ軍が攻めてくるのではないかとの懸念もあり、最終的には賛成した。もし戦闘が続けば、軍人のみならず民間人にも相当な犠牲が出ることになり、この責任を負いたくなかったのだ。オランダ側とインドネシア側間の「ファン・モーク・ライン（ステータス・クォー・ライン）」に沿った停戦、並びに調停委員会とオランダによって示された提案への合意のうえで、1948年1月17日にUSS レンヴィルの前甲板で合意が署名された。
最終的に合意となった6つの原則は以下の通り。
1. インドネシア連邦共和国（RIS）ないしインドネシア共和国が成立するまで、インドネシアの主権はオランダに属するものとする。
2. インドネシア連邦共和国（RIS）ないしインドネシア共和国は、オランダ領インドネシア連合（Dutch Indonesian Union）と対等な地位を有することとする。
3. インドネシア連邦共和国（RIS）が成立する前に、オランダの権限は暫定の連邦政府に移譲される。
4. インドネシア共和国は、RISまたはインドネシア合衆共和国（the Republic of the United States of Indonesia）の一部となる。
5. 6ヶ月/1年ごとに、RISの憲法形成のための総選挙が行うものとする。
6. オランダの占領地やゲリラ地帯にいた全インドネシア兵は、インドネシア共和国の領土に退却せねばならない。

## その後
オランダ、インドネシア共和国による外交努力は1948年から翌1949年を通して続けられたものの、国内外からの政治的圧力により、オランダは目標を策定するのに難儀した。同様に、インドネシアの指導者たちも、外交的譲歩を受け入れるように国民を説得するのに大きく難儀した。1948年7月までに交渉は行き詰まり、オランダはファン・モークのインドネシア連邦構想に一方的に押し切られた。
これに従い、南スマトラと東ジャワに新しい連邦州が創設されたが、どちらにも実行しうる支援基盤が存在しなかった。オランダは、連邦州の指導者で構成される組織である連邦協議会（英語：Federal Consultative Assembly、インドネシア語：Bijeenkomst voor Federaal Overleg (BFO)）を設立し、1948年末までにインドネシア連邦共和国と暫定政府の設立を担った（暫定連邦政府は同年3月9日設立）。しかし、オランダの計画では、インドネシアには先に定められたごく限られた役割に甘んじない限り、連邦成立にあたってのポストがなかった。その後の計画では、ジャワ島とスマトラ島は含まれていたが、共和国についての言及は一切なかった。この後の交渉の主な争点は、オランダ上級代表（Netherlands High Representative）と共和国軍の力の均衡であった。

パスンダン国の位置、西ジャワにあたる

その後も相互不信が交渉を難航させた。インドネシアは二度目の大規模攻勢を恐れ、一方でオランダはファン・モーク・ラインの定めるオランダの領域でのインドネシアによる活動の継続に反対した。1948年2月、アブドゥル・ハリス・ナスティオンが率いるインドネシア共和国軍スィリワンギ大隊（Siliwangi Battalion）は、スラカルタ地域の緊張を和らげることを目的として西ジャワから中部ジャワに進軍した。しかし、この大隊はスラメト山を横断する際にオランダ軍と衝突してしまい、オランダ人にはそれがファン・モーク・ラインを横切る一連の行軍の一部であるように見えたという。このような侵攻が実際に成功することへの恐れと、オランダが建国したパスンダン国の明らかな弱体化と否定的な報道から、オランダの指導部はますます統制を失ってしまうと考えるようになった。